# Combate de São Borja
O combate de São Borja foi travado no dia 10 de junho de 1865 durante o início da invasão paraguaia do Rio Grande do Sul sob o contexto da Guerra do Paraguai.

## A batalha

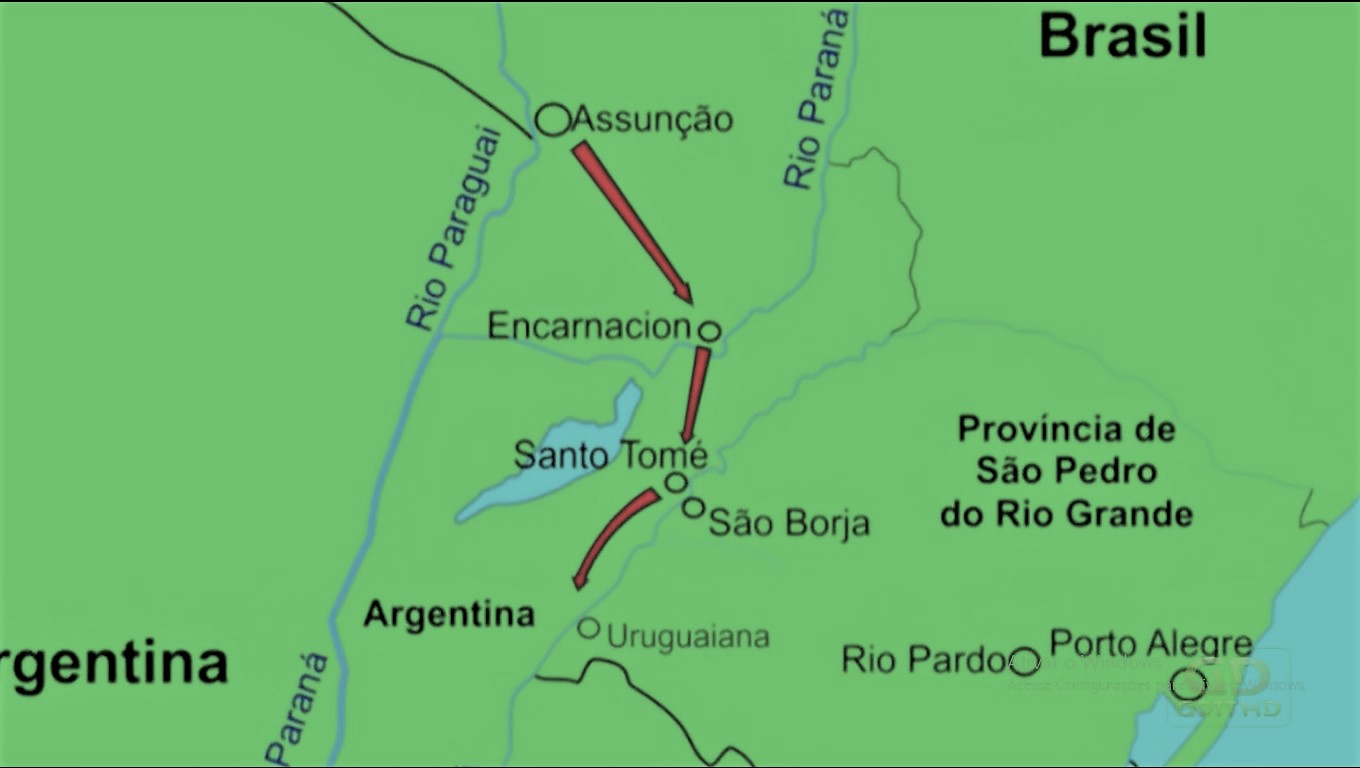
Movimentação das tropas paraguaias.

Mesmo após a desastrosa derrota na Batalha de Riachuelo, os soldados paraguaios seguiam avançando por terra em direção ao Rio Grande do Sul, sob o comando do Tenente-Coronel Antonio de la Cruz Estigarribia. Alguns dias antes, em 8 de junho de 1865, organizada pelo Major Pedro Duarte, a coluna paraguaia, que somava cerca de 10 000 homens, se encontrava no vilarejo argentino de Santo Tomé, próximo 8 quilômetros da fronteira com o Brasil. Junto com eles havia 5 canhões, 20 canoas, e trinta carretas com diversos mantimentos.
A partir daquele ponto, Estigarribia iniciou os preparativos da ofensiva e, à sua disposição, estava 6 000 homens. Na manhã do dia 10 de junho de 1865, a pé e de canoa, aos poucos suas tropas atravessaram o rio Uruguai. O Coronel Antônio Fernandes Lima, chefe das forças imperiais de fronteira, foi avisado sobre movimentações paraguaias do outro lado do rio mas este não acreditou na rapidez dos preparativos destes. O Coronel ordenou que suas forças de 2 000 soldados marchassem sem pressa em direção dos paraguaios.

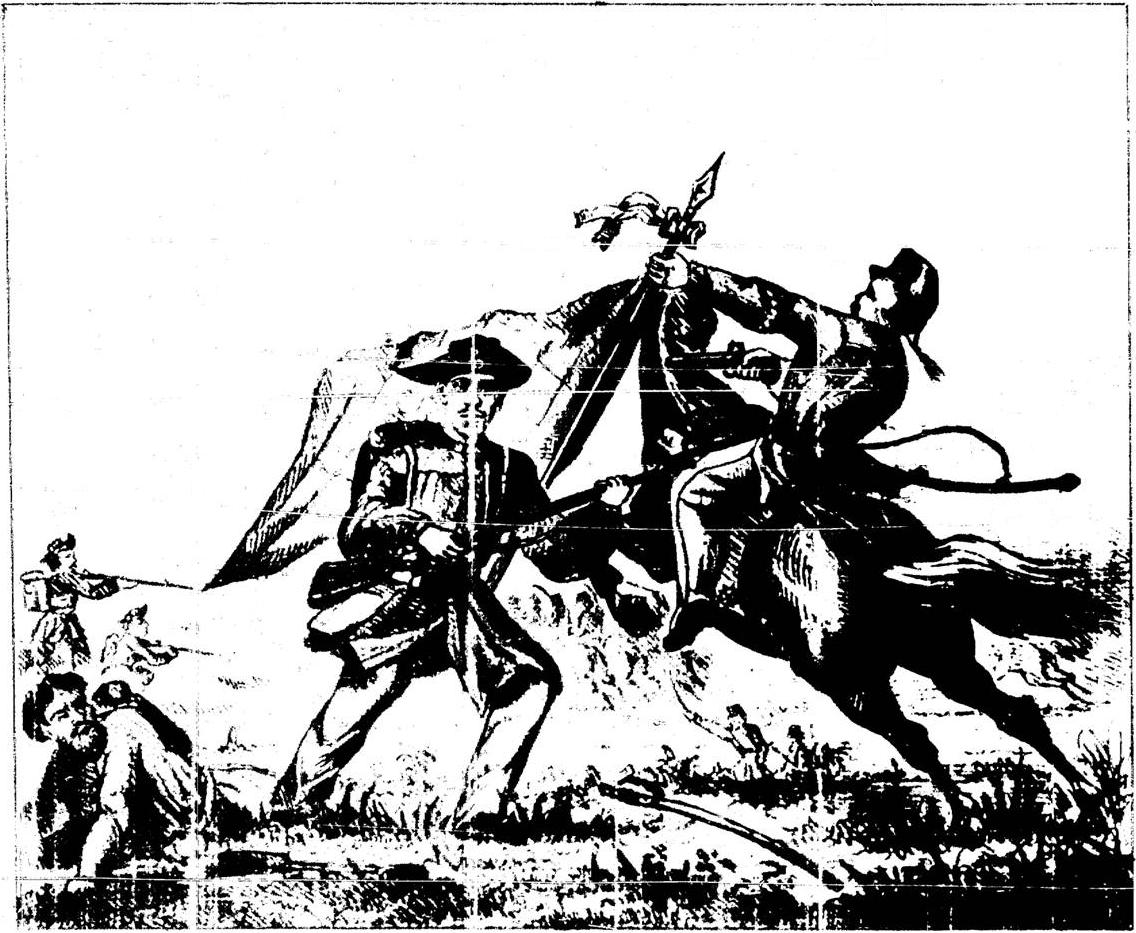
Luiz Antonio de Vargas salvando a bandeira de seu batalhão no combate de S. Borja em 10 de junho de 1865 (A Sentinela do Sul, nº 08, 25/08/1867).

Às 10 horas da manhã os paraguaios iniciaram o ataque a São Borja encontrando uma fraca resistência de lanceiros comandados pelo Coronel Ferreira Guimarães. Após cerca de 4 horas de confronto chegaram ao local reforços do 1ª Batalhão de Voluntários da Pátria sob o comando do Tenente-Coronel João Manuel Mena Barreto, os quais encontraram os paraguaios penetrando na cidade, embocadura da Rua São João (depois Rua General Marques). 1 400 invasores da coluna do cap. Diogo Alvarenga foram atacados a baioneta por duzentos infantes, comandados por Floriano Peixoto, futuro Presidente da República.
Ainda que o número de reforços fosse de apenas 650 soldados foi suficiente para manterem posição por dois dias, dando tempo para que a população local pudesse ser evacuada com segurança. Logo após, no dia 12 de junho, a vila foi abandonada pelos brasileiros sendo ocupada e saqueada pelos paraguaios por uma semana. No dia 19 os paraguaios, animados pela vitória, partiram para Uruguaiana.